# Desmonte (minería)

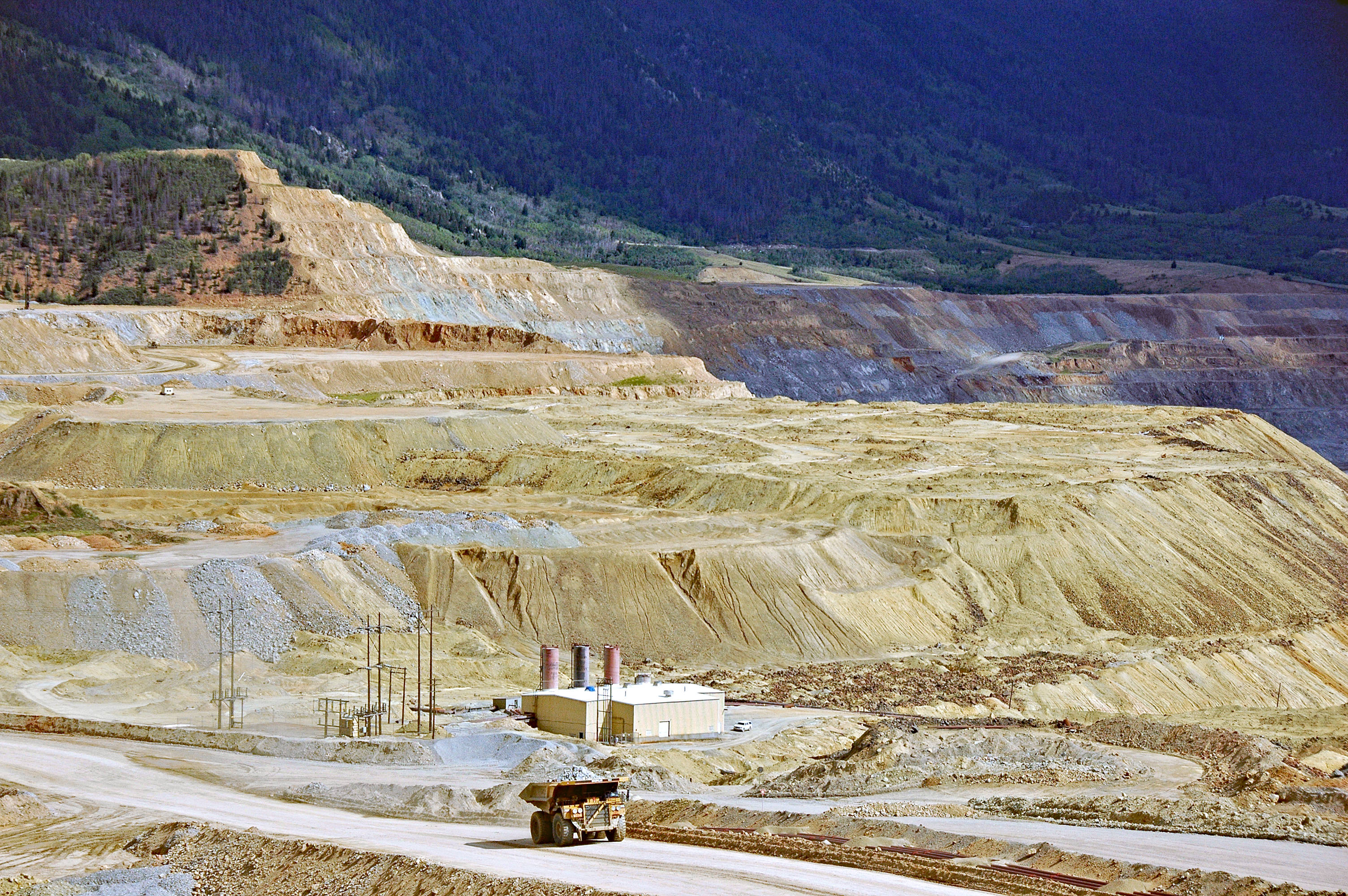
Tortas de desmonte en Continental Mine, Montana, Estados Unidos.

En la minería se conoce como desmonte a las acumulaciones de material rocoso descartado por carecer concentraciones sobre la ley de corte del mineral que se explota en la mina. Este material descartado, también llamado estéril, tiende a ser cuantioso puesto que en la gran mayoría de las minas su volumen iguala o supera al del material sobre la ley de corte. A diferencia de los relaves y las escorias los desmontes provienen de la mina y no de los establecimientos de beneficio (zonas de procesamiento y metalurgia extractiva). La planificación en una mina incluye a los desmontes considerando áspectos prácticos, económicos y ambientales.
El desmonte se deposita en zonas llamadas canchas o botaderos de desmonte. Algunas minas ocupan el desmonte como relleno de rajos.

## Extracción mineral
Algunos desmontes pueden ser procesados para extraer mineral y al mismo tiempo disminuir su potencial de producción de drenaje ácido. En Bolivia y Chile se ha estudiado la lixiviación como un proceso para extraer plata y cobre de desmontes. Una forma más tradicional de obtener beneficio de los desmontes es mediante el palleo o pallaqueo (verbo: pallaquear) mediante el cual se recupera manualmente rocas accidentalmente descartadas dado que la separación entre la mena y el estéril es imperfecta.

## Drenaje ácido
Cuando los desmontes poséen minerales como la pirita, la arsenopirita u otros sulfuros son zonas donde se tiende a generar drenaje ácido de minas. Aquellos desmontes que generan drenaje ácido se consideran pasivos ambientales.

## Estabilidad
Los deslizamientos son un riesgo común en muchos desmontes en particular cuando el talud del desmonte es de gran altura o cuando se ubican en zonas sísmicas. Eventos meteorológicos también pueden comprometer la estabilidad de un desmonte.
Si de evalúa que el talud de un desmonte es inestable existen varios métodos para remediar la situación. Enumerados del menos al más costoso son; el método de banquetas, el método de gaviones y el método de suelo reforzado. En el primero se establecen terraplenes o bancos espaciados entre sí y perpendiculares a la pendiente. El método de gaviones utiliza justamente gaviones para contener el desmonte. En el método de suelo reforzado se usa geomalla para asegurar la pendiente. Los métodos de gaviones y banquetas se pueden combinar.